# Èquids
Els èquids (Equidae) formen la família de mamífers que actualment es compon de tres grups d'espècies: cavalls, ases i zebres. Tots són part del gènere Equus. Són perissodàctils (Perissodactyla), és a dir amb un nombre imparell de dits, en aquest cas un sol dit.

## Evolució
Els fòssils més antics coneguts assignats a la família Equidae són de principis de l'Eocè, fa 54 milions d'anys. Solien estar assignats al gènere Hyracotherium, però l'espècie tipus d'aquest gènere ara no es considera membre d'aquesta família. Les altres espècies s'han dividit en diferents gèneres. Aquests primers èquids eren animals de la mida d'un gos amb tres dits dels peus posteriors i quatre als peus frontals. Eren herbívors que vivien en estepes, menjant plantes toves i adaptats per a corre. La complexitat dels seus cervells suggereixen que ja eren animals llestos i intel·ligents. Les espècies posteriors van reduir el nombre de dits dels peus, i van desenvolupar les dents més adequades per tot tipus d'herbes de les planes i altres plantes mes consistents.
Aquesta família es va tornar relativament diversa durant el Miocè, quan n'aparegueren moltes noves espècies. Per aquesta època, els èquids van evolucionar amb una configuració semblant als cavalls actuals, desenvolupat la forma típica del cos de les espècies modernes. Moltes d'aquestes espècies van tenir el pes principal dels seus cossos en el tercer dit central del peu, mentre que altres el van reduir, i amb prou feines tocaven a terra. L'únic gènere supervivent, Equus, evolucionà a principis del Plistocè i es va estendre ràpidament pet tot el món.

## Sistemàtica

### Espècies salvatges actuals
Les espècies salvatges actuals continuen sent objecte de debat entre els autors i encara es discuteix l'estatus d'espècie o subespècie de determinats tàxons. Hi ha 6 o 7 espècies silvestres (segons els autors) encara vives, generalment en perill d'extinció.
Moltes d'aquestes espècies inclouen subespècies, algunes de les quals ja s'han extingit, i que van desaparèixer a causa de l'ampla distribució geogràfica d'aquests animals.
Cavalls:
Subgènere Equus:
- Equus ferus przewalskii (Poliakov - 1881) - Cavall de Przewalski (Mongòlia)

Ases (2 o 3 espècies segons autors): 
Subgènere Asinus:
- Equus africanus (Fitzinger, 1857) - Ase salvatge africà (Banya d'Àfrica).
- Equus hemionus (Pallas, 1775) - Hemió o Onagre (Orient Mitjà, Mongòlia i Àsia central fins al nord de l'Índia).
- Equus Kiang (Moorcroft, 1841) - Kiang o Ase salvatge del Tibet - Molt a prop de l'Equus hemionus. Alguns autors el consideren una subespècie (llavors es descriuria com Equus hemionus Kiang).

Zebres (3 espècies):
Subgènere Dolichohippus
- Equus grevyi (Oustalet, 1882) - Zebra de Grevy

Subgènere Hippotigris
- Equus burchellii (Gray, 1824) - La Zebra de Burchell: potser es una subespècie d'una espècie relacionada amb el Quagga (Equus quagga quagga, actualment extingida). Groves i Bell van proposar el 2004 el nom Equus quagga burchellii per a la cebra de Burchell, l'espècie Equus quagga reagruparia les Zebres de les planes.
- Equus zebra (Linnaeus, 1758) - Zebra de les muntanyes.

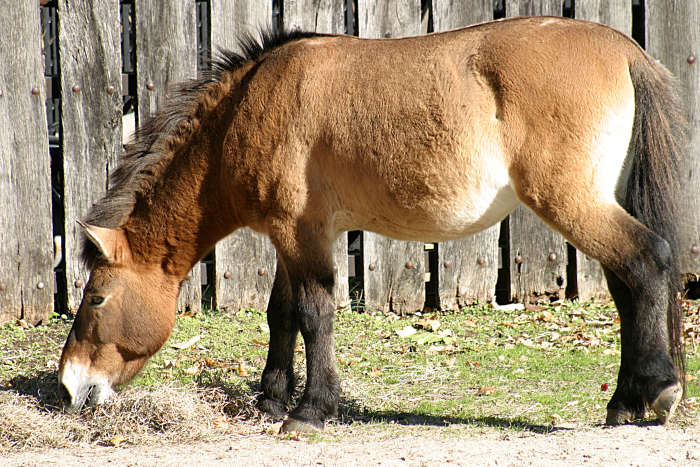
Cavall de Przewalski
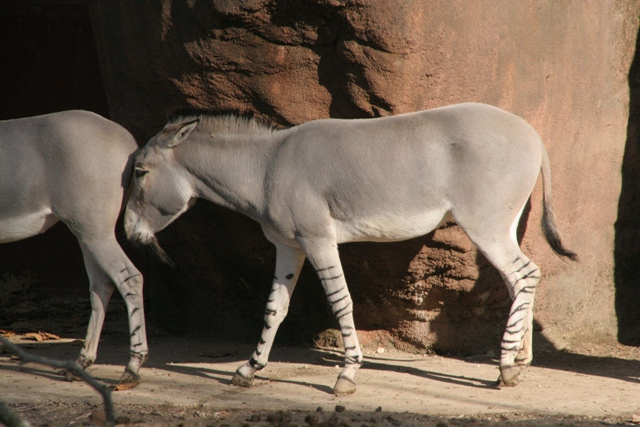
Ase salvatge africà
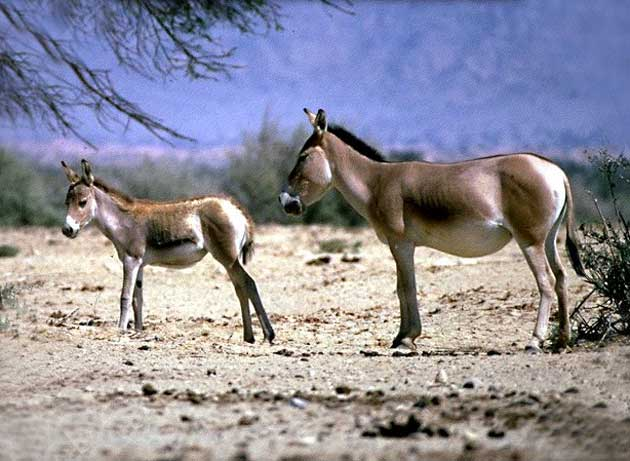
Hemió o Onagre
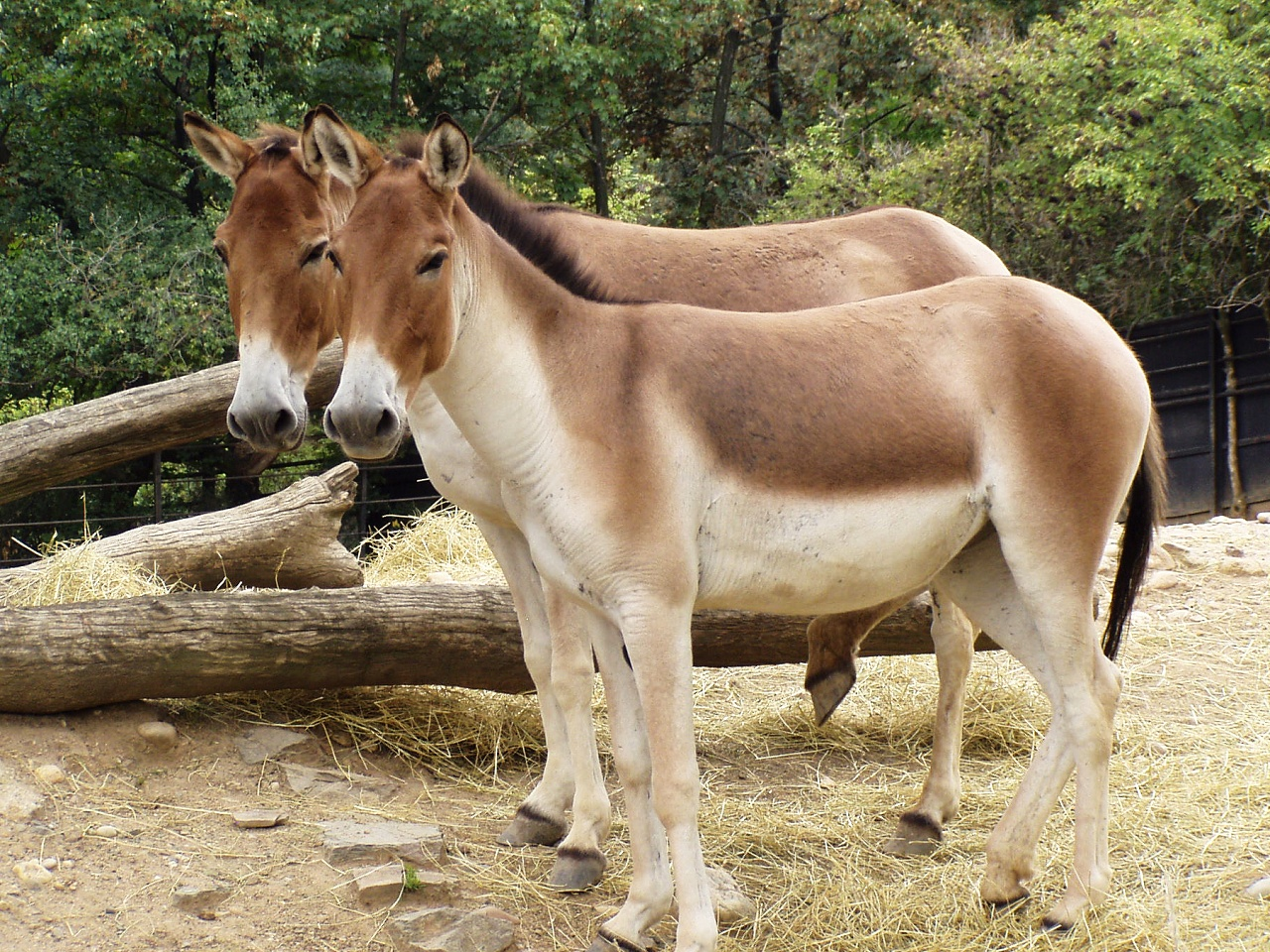
Kiang Ase salvatge del Tibet
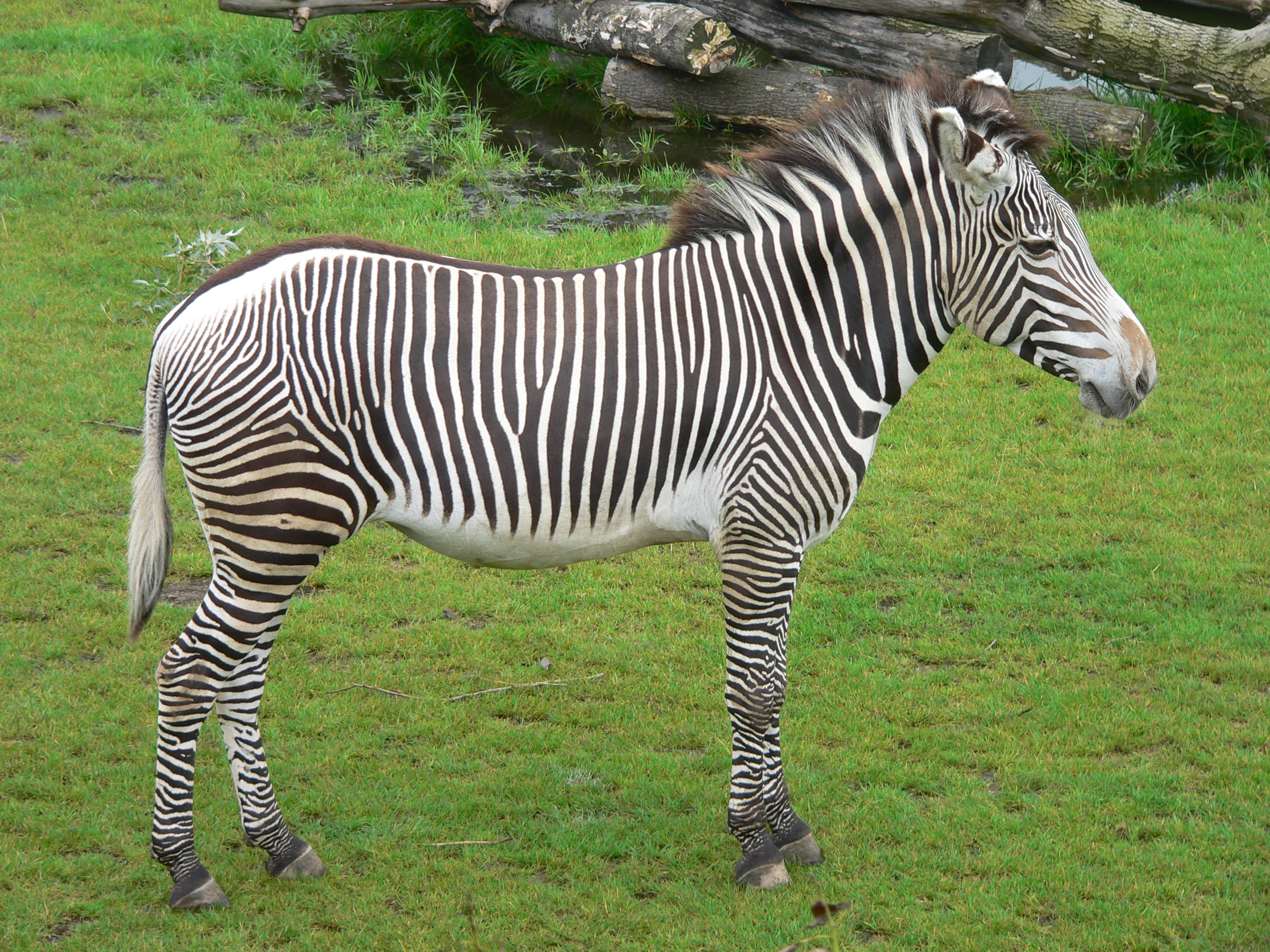
Zebra de Grevy
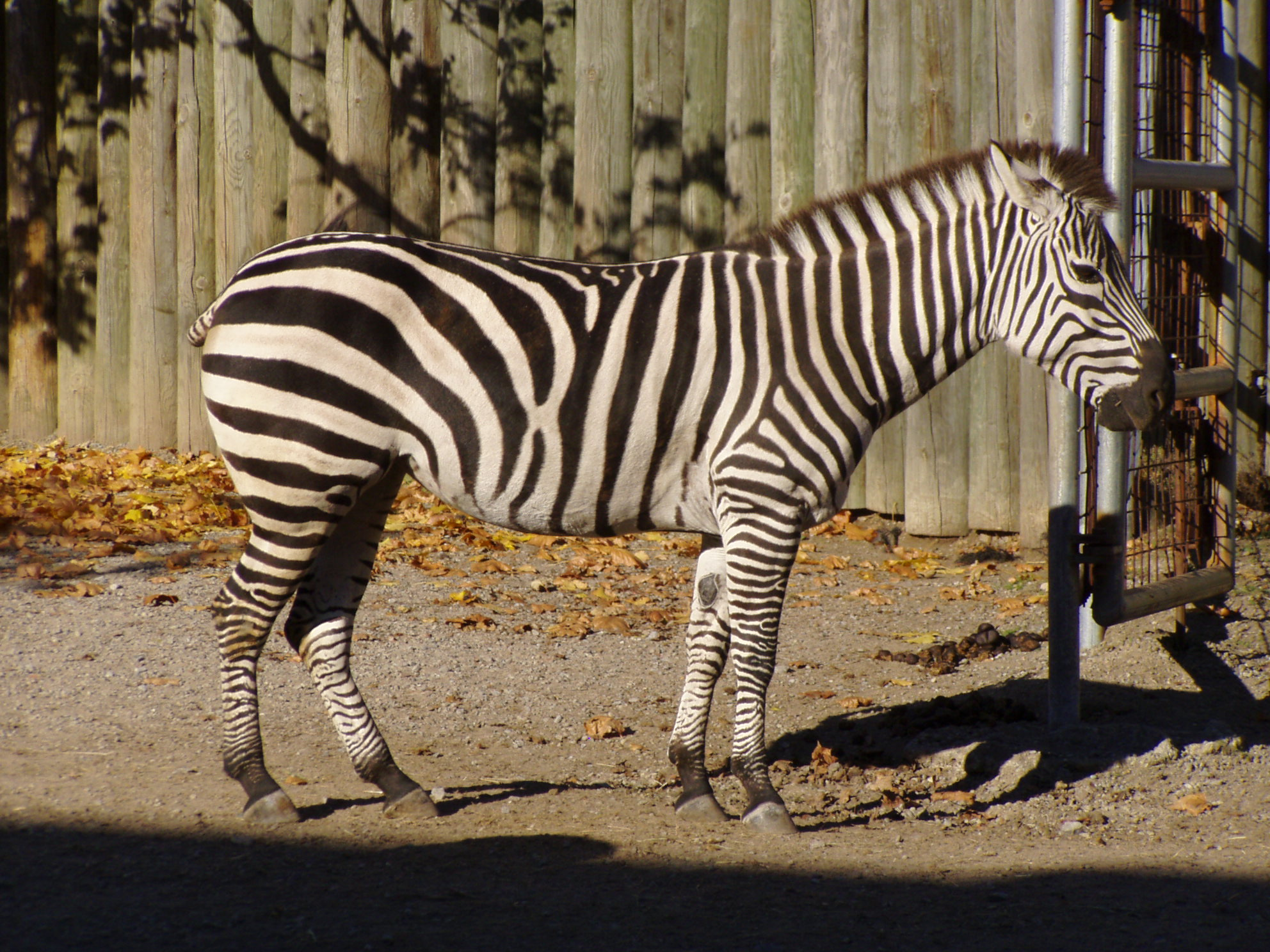
Zebra de Burchell
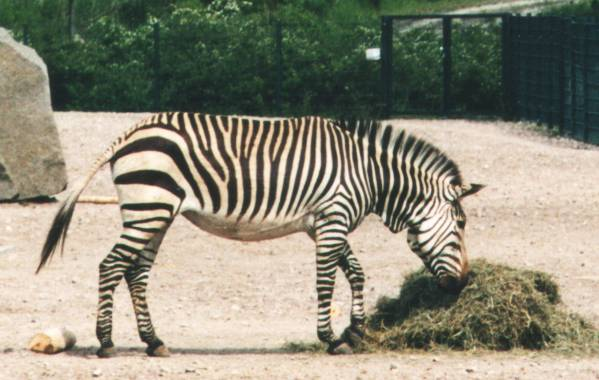
Zebra de les muntanyes

### Espècies salvatges desaparegudes

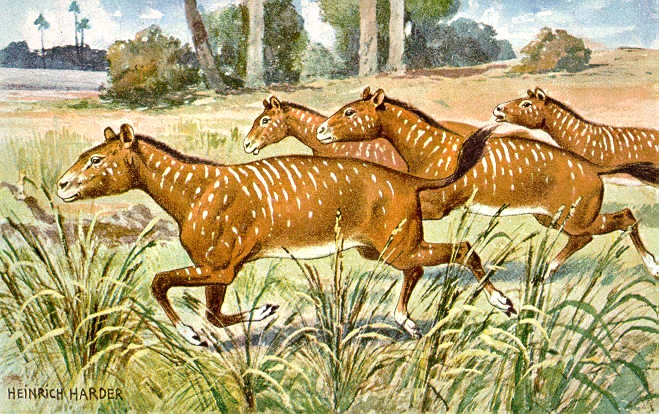
Mesohip

Hi ha diverses espècies d'èquids ja extintes, probablement des de l'hiracoteri del Paleogen, que no es classificarien dins de la família dels èquids.
- Eohippus †
- Hippidion †
- Mesohippus †
- Protohippus †

### Espècies domèstiques - estatus taxonòmic

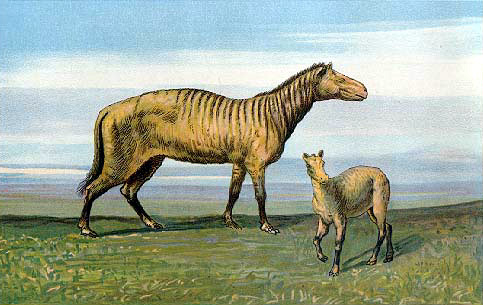
Protorohippus

Hi ha dues espècies domèstiques (o subespècie, o fins i tot només varietats, segons els autors), àmpliament diversificada a través dels nombroses races de diferents mides i variants de colors:
- El cavall domèstic (Equus caballus o Equus ferus caballus)
- El ruc domèstic (Equus asinus o Equus africanus asinus)

No hi ha consens en atribuir l'estatus taxonòmic per aquests grups d'animals. Alguns autors els reconeix l'estatus d'espècie, mentre que altres els consideren una única subespècie amb varietats de les espècies salvatges originals.

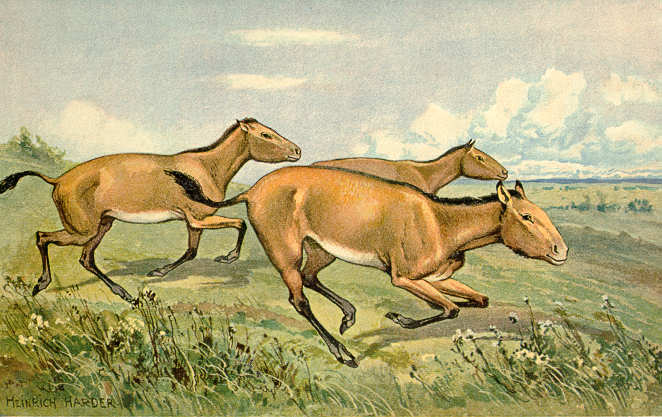
Hipparion

D'acord amb Ernst Mayr, una espècie és una comunitat reproductiva de poblacions aïllades d'altres comunitats. Les espècies domèstiques es creuen amb la seva espècie relacionada quan tenen ocasió. Les races primitives d'animals domèstics constituirien, en general, una entitat reproductiva amb la seva espècie ancestral si tinguessin oportunitat. La classificació d'animals domèstics en tant que espècie propera no seria acceptada. Per aquest motiu es definiria com a subespècie.
La nova subespècie rep el nom de l'espècie original, complementada amb el nom de la subespècie (que inclou l'epítet específic).
| Nom comú        | Nom científic tradicional | Nom científic revisat  |
| --------------- | ------------------------- | ---------------------- |
| Gos domèstic    | Canis familiaris          | Canis lupus familiaris |
| Cavall domèstic | Equus caballus            | Equus ferus caballus   |
| Ase domèstic    | Equus asinus              | Equus africanus asinus |

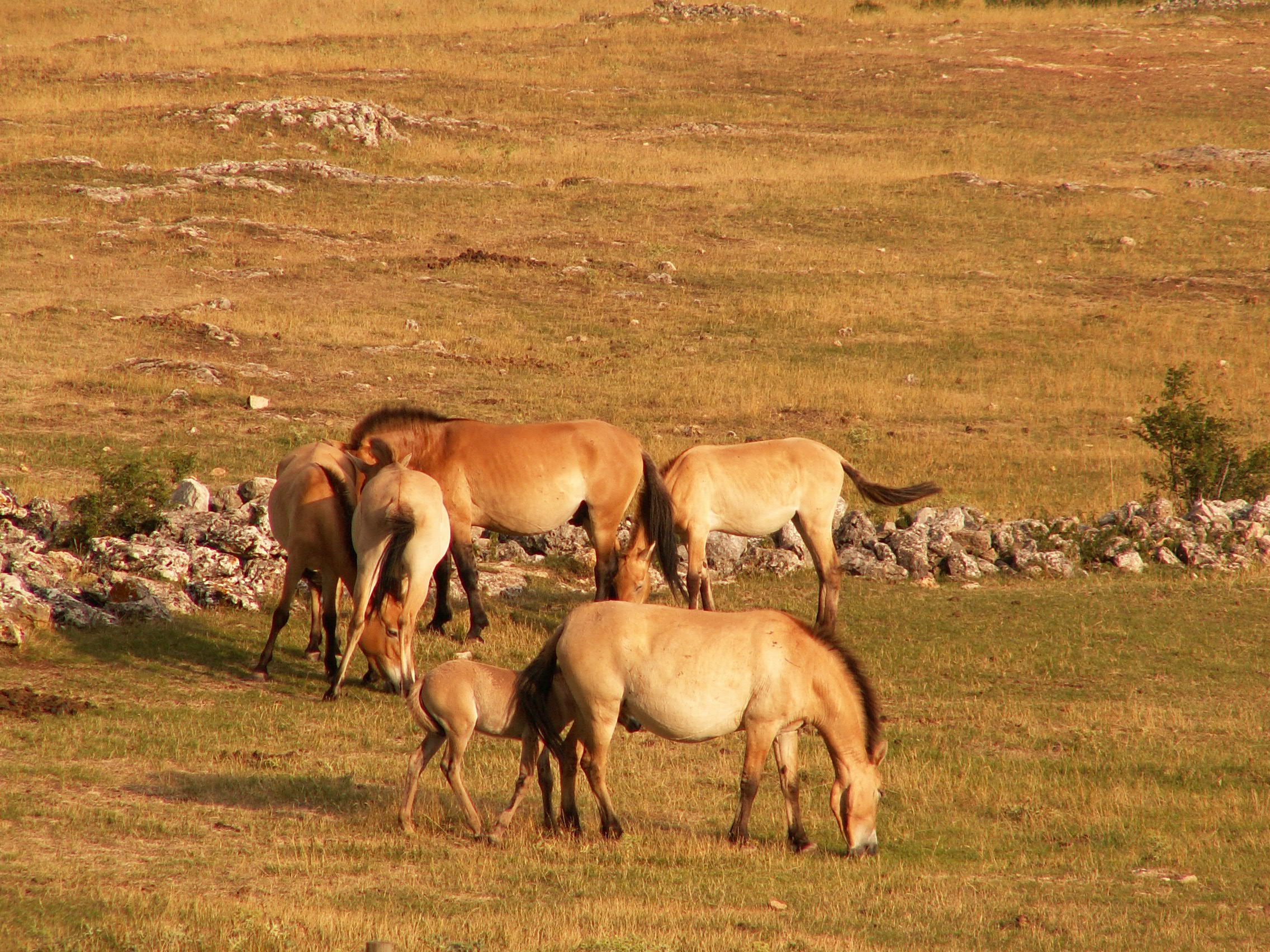
Cavall de Przewalski

Alguns biòlegs són fins i tot reticents a utilitzar la noció de subespècie per a un grup domesticat. Des d'un punt de vista evolutiu, la idea d'una espècie o subespècie està de fet relacionada amb la idea de selecció natural i no de selecció artificial. A causa d'aquesta reticència, des de 1960, s'utilitza cada cop més la forma de designació, abreviada f, que expressa clarament que es tracta d'una forma d'animal domèstic que possiblement pot relacionar-se amb diverses subespècies salvatges:
- gos domèstic - Canis lupus f. familiaris
- boví domèstic - Bos primigenius f. taurus
- cabra domèstica - Capra aegagrus f. hircus

## Classificació
- Ordre Perissodactyla (a més dels Equidae, Perissodactyla inclou quatre espècies de tapirs en un únic gènere, així com cinc espècies vives (començant per quatre gèneres) de rinoceronts.) † indica tàxon extint.
- Família Equidae
  - Gènere †Epihippus
  - Gènere †Haplohippus
  - Gènere †Heptaconodon
  - Gènere †Eohippus
  - Gènere †Minippus
  - Gènere †Orohippus
  - Gènere †Pliolophus
  - Gènere †Protorohippus
  - Gènere †Sifrhippus
  - Gènere †Xenicohippus
  - Gènere †Eurohippus
  - Gènere †Propalaeotherium
  - Subfamília †Anchitheriinae
    - Gènere †Anchitherium
    - Gènere †Archaeohippus
    - Gènere †Desmatippus
    - Gènere †Hypohippus
    - Gènere †Kalobatippus
    - Gènere †Megahippus
    - Gènere †Mesohippus
    - Gènere †Miohippus
    - Gènere †Parahippus
    - Gènere †Sinohippus

  - Subfamília Equinae
    - Gènere †Merychippus
    - Gènere †Scaphohippus
    - Gènere †Acritohippus
    - Tribu †Hipparionini
      - Gènere †Eurygnathohippus
      - Gènere †Hipparion
      - Gènere †Hippotherium
      - Gènere †Nannippus
      - Gènere †Neohipparion
      - Gènere †Proboscidipparion
      - Gènere †Pseudhipparion

    - Tribu Equini
      - Subtribu Protohippina
        - Gènere †Calippus
        - Gènere †Protohippus
        - Gènere †Allohippus
        - Gènere †Astrohippus
        - Gènere †Dinohippus
        - Gènere Equus (22 espècies, 7 vivents)
        - Gènere †Hippidion
        - Gènere †Onohippidium
        - Gènere †Plesippus
        - Gènere †Pliohippus
        - Gènere †Heteropliohippus
        - Gènere †Parapliohippus

## Èquids ferals
Un cas interessant relacionat amb els èquids el constitueixen els èquida ferals. Bàsicament hi ha dos particulars a considerar: els cavalls ferals i els ases ferals.

### Cavalls ferals

#### Llista de poblacions de cavalls assilvestrats
- Abaco: cavalls d'Abaco, gairebé extints, a l'illa Abaco a les Bahames.[6]
- "Banker horse", cavall dels Outer Banks de Carolina del Nord.
- Brumby, cavall feral d'Austràlia.[7][8]
- Camarga: cavall de la Camarga, en zones pantanoses del delta del Roine.[9]
- Chilcotin:[10]
- Chincoateague: poni de Chincoteague, a l'illa d'Assateague, a les costes de Virgínia i Maryland.[11]
- Cumberland: cavall de l'illa de Cumberland, a Cumberland, estat de Geòrgia (Estats Units).[12]
- Danubi: cavall del delta del Danubi.[13]
- Dartmoor: poni Dartmoor, a Dartmoor (Anglaterra).[14]
- Elegesi: Elegesi Qiyus Wild Horse (Cayuse). Població feral a la vall de Nemaiah a la Colúmbia Britànica (Canadà).[15]
- Exmoor: poni Exmoor, a Anglaterra; bàsicament és un cavall domèstic, però hi ha alguns arments ferals.[16][17]
- Kaimanawa: cavall Kaimanawa, Nova Zelanda.[18]
- Kondudo: cavall Kondudo, a la regió de Kondudo, a l'Àfrica; en risc d'extinció.[19]
- "Marismeño de Doñana".[20]
- Misaki: Misaki, cavall feral del Japó; en risc d'extinció.[21]
- Mustang: mustang, cavalls ferals protegits de l'Oest dels Estats Units.[22]
- Namib: cavall del desert del Namib, a Namíbia.[23]
- New Forest: poni New Forest, poni domesticat amb alguns ramats ferals a la zona de Hampshire, Anglaterra.
- Nokota: cavall Nokota.[24][25]
- Sorraia: sorraia, cavall originalment feral nadiu de Portugal, entre els rius Sor i Raia.
- Sable: poni de Sable, a l'illa Sable, Nova Escòcia
- Welsh: poni gal·lès, domesticat, però amb una població feral d'uns 180 animals[26] als turons de Carneddau, al nord de Gal·les. Altres poblacions se'n troben a l'est del Parc Nacional Brecon Beacons.

### Burros ferals
- En el desert d'Atacama.[27]
- Illa San Benito. Erradicats el 1999.[28]